# Ulica Stanisława Taczaka w Poznaniu
Ulica Stanisława Taczaka – ulica w centrum Poznania (Osiedle Stare Miasto), równoległa do ulicy Święty Marcin (po stronie południowej), zlokalizowana pomiędzy ul. Kościuszki, a Ratajczaka.

## Historia
Ulica powstała na miejscu dawnych ogrodów na tyłach Świętego Marcina. Tereny te rozparcelował Poznański Bank Budowlany i w latach 1874-1883 zbudował tu szereg okazałych kamienic. W efekcie jednolitego potraktowania tematu, powstał przy ul. Taczaka spójny zespół architektoniczny, inspirowany francuskim renesansem. Wszystkie budynki mają po cztery kondygnacje, w większości lekko powysuwane ryzality i są akcentowane gzymsami. Całość należała do najbardziej komfortowych ofert czynszowych w Poznaniu, gdyż zrezygnowano z oficyn i zaproponowano ogrody wewnętrzne, natomiast mieszkania miały po 8-10 pokoi. Oba zakończenia ulicy potraktowano w sposób silnie akcentujący odrębność zespołu.

## Stan obecny
Obecnie przy ul. Taczaka znajdują się liczne puby, a także obiekty służby zdrowia. Z ul. Święty Marcin (prześwit pod budynkiem nr 53/55 Telewizory) łączy się ul. Garncarską i (nr 47) Pasażem Różowym.
W styczniu 2013 rozpoczęto konsultacje społeczne w związku z planowaną rewitalizacją ulicy, poprzedzone spotkaniem Otwarte w końcu 2012. Latem 2013 wystawiono pierwsze ogródki gastronomiczne, zbudowana miejsca wypoczynkowe (ławki), stojaki rowerowe i uspokojono ruch samochodowy (przy pozostawieniu części miejsc parkingowych). W końcu 2014 przyjęto plan rewitalizacji ulicy. Konkurs architektoniczny na ten temat wygrał arch. Jacek Szewczyk ze Szczecina.

## Historyczne nazwy
Czasy zaborów – Luisenstrasse (ulica Ludwiki) – nazwa ta wywodzi się od Ludwiki Pruskiej, żony Antoniego Radziwiłła, namiestnika Wielkiego Księstwa Poznańskiego.
Okres międzywojenny – ul. Skarbowa – nazwa pochodzi od znajdującej się przy tej ulicy Izby Skarbowej.
Czasy okupacji hitlerowskiej – Luisenstrasse,
Okres PRL – ul. Skarbowa (1945-1950), ul. Stanisława Chudoby (działacza socjalistycznego rozstrzelanego przez Niemców, 1950-1992).
W 1988 zlikwidowana została ulica Stanisława Taczaka, która istniała na Piątkowie (na osiedlu Batorego). Łączyła ul. Umultowską z terenami obecnej pętli PST, przebiegając w pobliżu torowisk północnej obwodnicy kolejowej, po ich południowej stronie.